# El Campillo (Andaluzja)
El Campillo – gmina w Hiszpanii, w prowincji Huelva, w Andaluzji, o powierzchni 90,72 km². W 2011 roku gmina liczyła 2202 mieszkańców.